# Michael Peña
Pour les articles homonymes, voir Peña (homonymie).
Michael Peña, né le 13 janvier 1976 à Chicago, dans l'Illinois (États-Unis), est un acteur et musicien américain.

## Carrière

### Débuts d'acteur (années 1990-2000)
Michael Peña commence sa carrière cinématographique en 1994 avec des films indépendants - tels que Boogie Boy - puis surtout des rôles récurrents dans des séries télévisées à succès, comme Felicity (1999-2000) ou Urgences (2003). 
L'année 2004 lui permet enfin de percer : il fait partie de la distribution chorale du mélodrame Collision puis tient un second rôle dans un autre succès critique et commercial, le drame Million Dollar Baby, réalisé par Clint Eastwood. Il enchaîne alors avec un rôle récurrent dans la quatrième saison de l'acclamée série policière The Shield et tourne deux films indépendants.
L'année 2006 lui permet de confirmer avec son premier rôle important : celui tenu dans le drame historique World Trade Center, d'Oliver Stone. L'acteur devient alors un second rôle précieux de grosses productions : le film d'action Shooter, tireur d'élite (2006), porté par Mark Wahlberg ; le thriller judiciaire Lions et Agneaux avec Tom Cruise (2007) ; le blockbuster de science-fiction World Invasion: Battle Los Angeles (2011), le polar La Défense Lincoln (2011). 
Parallèlement, il tient le premier rôle masculin du drame indépendant The Lucky Ones (2007) et s'essaie à l'humour avec les comédies  Observe and Report (2009), Everything Must Go (2010), avec Will Ferrell, la série comique Kenny Powers (2010) portée par Danny McBride ou encore la comédie d'action 30 minutes maximum (2011).

### Percée médiatique (années 2010)

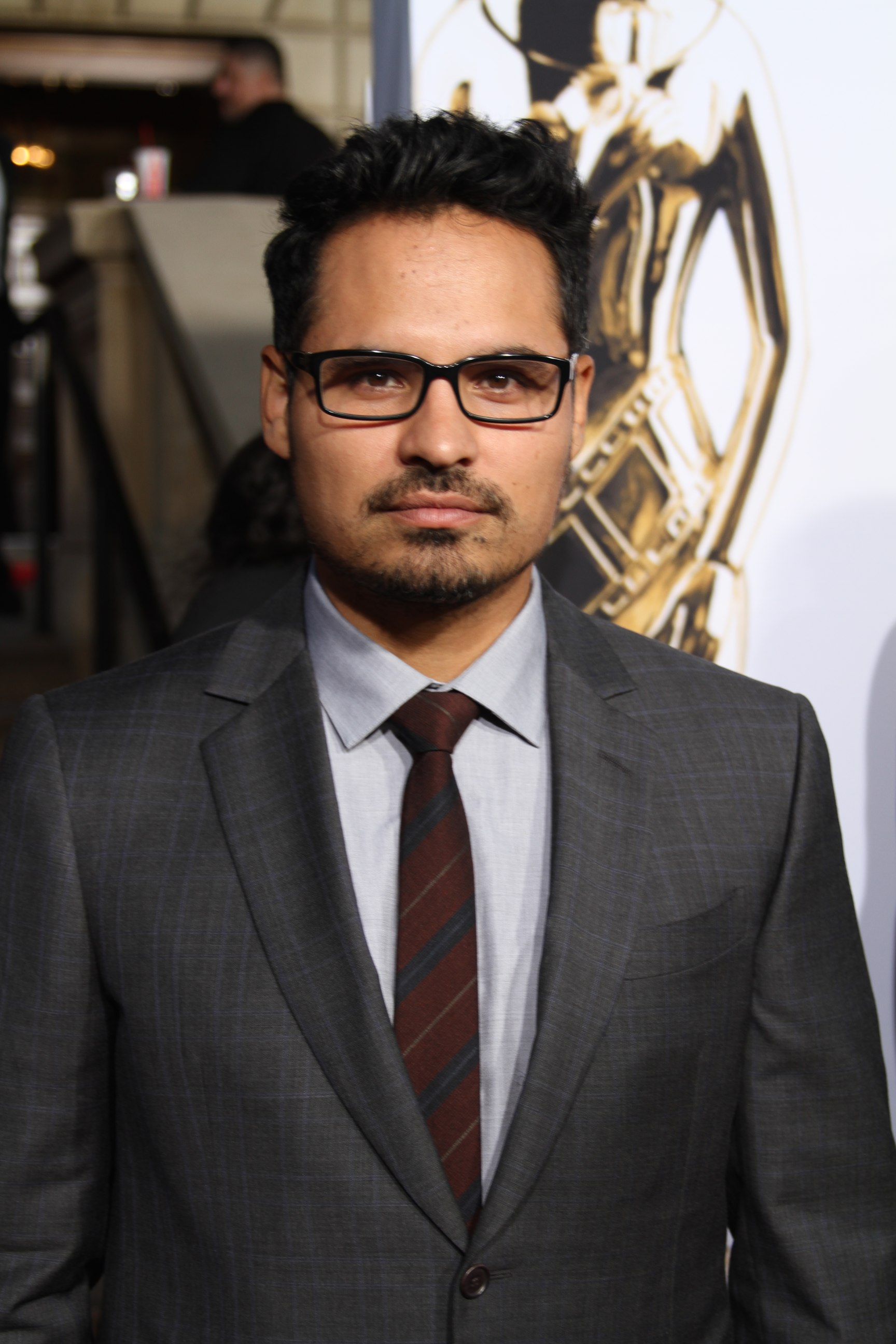
L'acteur aux ALMA Awards 2014.

L'année 2011 lui permet d'évoluer au premier plan : après la comédie Le Casse de Central Park, avec Ben Stiller et Eddie Murphy, il partage l'affiche du thriller d'action End of Watch avec Jake Gyllenhaal. Le tandem incarne deux policiers faisant régner l'ordre par la violence dans les quartiers pauvres de Los Angeles.
Ayant prouvé sa valeur, l'acteur tient un second rôle dans la flamboyante comédie dramatique American Bluff (2013), de David O. Russell puis incarne César Estrada Chávez pour le biopic indépendant Cesar Chavez: An American Hero (2013). Il confirme en faisant partie de la distribution du western Frontera (2014), aux côtés de Ed Harris et Eva Longoria, puis en retrouvant David Ayer, le réalisateur de End of Watch, pour Fury (2014), drame militaire avec Brad Pitt. La même année, l'acteur fait partie de la distribution de la mini-série Gracepoint.
Par la suite, il confirme avec des blockbusters : il rejoint l'univers cinématographique Marvel en incarnant le meilleur ami du héros de Ant-Man (2015), incarné par Paul Rudd et fait partie de la distribution réunie autour de Matt Damon pour Seul sur Mars (2015). Il seconde ensuite Chris Hemsworth pour le drame historique Horse Soldiers (2018).
Il partage l'affiche du film d'action indépendant War on Everyone : Au-dessus des lois (2016) avec Alexander Skarsgård, puis de la comédie-remake CHiPs (2017) avec Dax Shepard ; l'année 2018 le voit partager l'affiche du long-métrage de science-fiction Extinction, avec Lizzy Caplan, disponible exclusivement sur Netflix. Puis surtout, il tient l'un des rôles principaux de l'attendue quatrième saison de la série Narcos: Mexico, celui de l'agent de la DEA Kiki Camarena.

## Vie privée
Michael Peña est marié à Brie Shaffer avec qui il a eu un garçon en 2008 nommé Roman. 
Il est membre de l'Église de scientologie.

## Filmographie

### Cinéma
- 1994 : Running Free : Bunk
- 1996 : Président ? Vous avez dit président ? (My Fellow Americans) : Ernesto
- 1997 : Latino Lover (Star Maps) : Star Map Boy
- 1998 : Un homme en enfer (Boogie Boy) : Drug Dealer
- 1998 : La Cucaracha : Orderly
- 1999 : Paradise Cove : Dan Running Horse
- 1999 : 10 bonnes raisons de te larguer : pote de Joey
- 1999 : Bellyfruit : Oscar
- 2000 : 60 secondes chrono (Gone in Sixty Seconds) : Ignacio
- 2001 : Buffalo Soldiers : Garcia
- 2003 : The United States of Leland : Guillermo
- 2003 : Love Object : Ramirez
- 2004 : Calcium Kid : Jose Mendez
- 2004 : Collision (Crash) de Paul Haggis : Daniel
- 2004 : Million Dollar Baby de Clint Eastwood : Omar
- 2005 : Little Athens : Carlos
- 2005 : Sueño : Jimmy
- 2006 : Fifty Pills : Eduardo
- 2006 : Babel : le patrouilleur à la frontière
- 2006 : World Trade Center d'Oliver Stone : Will Jimeno
- 2007 : Shooter, tireur d'élite d'Antoine Fuqua : Nick Memphis
- 2007 : Lions et Agneaux (Lions for Lambs) de Robert Redford : Ernest Rodriguez
- 2007 : The Lucky Ones de Neil Burger : T.K. Poole
- 2009 : Observe and Report de Jody Hill : Dennis
- 2010 : Everything Must Go : Frank Garcia
- 2011 : World Invasion: Battle Los Angeles de Jonathan Liebesman : Joe Rincon
- 2011 : La Défense Lincoln (The Lincoln Lawyer) de Brad Furman : Jesus Martinez
- 2011 : 30 minutes maximum : Chango
- 2011 : Le Casse de Central Park (Tower Heist) de Brett Ratner : Enrique Devreaux
- 2012 : End of Watch de David Ayer : Officier Miguel Zavala
- 2013 : Gangster Squad de Ruben Fleischer : Navidad Ramirez
- 2013 : American Bluff de David O. Russell : Paco Hernandez
- 2013 : Cesar Chavez: An American Hero (Chavez) de Diego Luna : César Estrada Chávez
- 2014 : Les Dossiers secrets du Vatican de Mark Neveldine : Le père Lozano
- 2014 : Fury de David Ayer : Caporal Trini « Gordo » Garcia
- 2015 : Ant-Man de Peyton Reed : Luis
- 2015 : Seul sur Mars (The Martian) de Ridley Scott : Major Rick Martinez'
- 2015 : Vive les vacances (Vacation) de John Francis Daley et Jonathan M. Goldstein : Le policier du Nouveau Mexique (caméo)
- 2016 : War on Everyone : Au-dessus des lois (War on Everyone) de John Michael McDonagh : Bob Bolaño
- 2016 : Beauté cachée (Collateral Beauty) de David Frankel : Simon Scott
- 2017 : CHiPs de Dax Shepard : officier Frank « Ponch » Poncherello
- 2017 : My Little Pony, le film de Jayson Thiessen : Grubber
- 2018 : Horse Soldiers (12 Strong) de Nicolai Fuglsig : Sam Diller
- 2018 : Un raccourci dans le temps (A Wrinkle in Time) d'Ava DuVernay : Red, l'Homme aux Yeux Rouge
- 2018 : Ant-Man et la Guêpe (Ant-Man and the Wasp) de Peyton Reed : Luis
- 2018 : Extinction de Ben Young : Peter
- 2018 : La Mule (The Mule) de Clint Eastwood
- 2019 : Dora et la Cité perdue (Dora and the Lost City of Gold) de James Bobin : Le père de Dora
- 2020 : Nightmare Island (Fantasy Island) de Jeff Wadlow : M. Roarke
- 2021 : Tom et Jerry de Tim Story : Terrance
- 2021 : Moonfall de Roland Emmerich : Tom Phillips
- 2022 : Base secrète (Secret Headquarters) de Henry Joost et Ariel Schulman : Argon
- 2023 : Plus tard, j'atteindrai les étoiles (A million miles away) de Alejandra Márquez Abella : José M. Hernández
- 2024 : Unstoppable de William Goldenberg
- 2025 : A Working Man de David Ayer

### Télévision
- 2001 : Roswell : Fly
- 2001 : Semper Fi : Douglas Cepeda
- 2005 : The Shield : Armando « Army » Renta
- 2006 : Walkout : Sal Castro
- 2014 : Gracepoint : Mark Solano
- 2018-2019 : Narcos: Mexico : Kiki Camarena
- 2023 : Jack Ryan : Domingo Chavez
- 2024 : Landman

## Doublage
- 2013 : Turbo de David Soren : Tito Lopez
- 2017 : Ninjago de Charlie Bean : Kai
- 2017 : My Little Pony: Le Film de Jayson Thiessen : Grubber.
- 2018 : Un raccourci dans le temps de Ava Du Vernay : Red

## Voix francophones
En version française, Emmanuel Garijo est la voix régulière de Michael Peña.
Au Québec, Gabriel Lessard est la voix régulière de l'acteur. Hugolin Chevrette-Landesque et Frédéric Paquet l'ont également doublé respectivement à quatre et trois reprises.